# Dal vivo con amore
Dal vivo con amore è l'ultimo album presentato dal gruppo veneziano gli Ska-J al Sensation music parade per il Carnevale di Venezia 2010.
È composto da tre dischi registrati nel lunghissimo tour dell'estate 2009 dallo studio mobile Imputlevel e mixato in seguito al Waterland di Cristiano Verardo ed è stato presentato all'interno della prestigiosa cornice del Carnevale di Venezia 2010. Propone il meglio della produzione discografica del gruppo veneziano di jazz-jamaica e quattro inediti.
La confezione ha una forma completamente innovativa che ricalca le vecchie copertine dei vinile ed è in formato 32x32 con nel fronte un bellissimo disegno del Maestro Marino Ingrassia. All'interno i tre cd evocano i maṇḍala indiani ma anche ricordano la forma di un vinile. Sono state stampate anche 500 copie numerate a mano.

## Canzoni

### Disco 1
- Well, you needn't
- Muffa
- Allarme Beige
- Nostalgia in piassa barche
- End of journey
- Rockfort Rock
- Favaro
- Afro Ska
- Minnie the Moocher

### Disco 2
- Quizas, quizas, quizas
- Sophisticated Lady
- E la chiamano estate
- Ascolto il tuo respiro
- You don't love me
- Al telefono
- Yeah Yeah
- Bella ciao
- Skadele

### Disco 3
- Misirlou - In the mood for ska
- Flower for Albert
- I got a woman
- Viva Gina
- Fammi un kinbo
- Vivo con amore
- Santamarta
- Zoccola